# Inter Tropic Airlines
Inter Tropic Airlines war eine Fluggesellschaft in Sierra Leone. Sie wurde 1999 gegründet und 2006 abgewickelt. Der letzte reguläre Flug fand vermutlich 2002 statt und endete mit einem Flugunfall einer Embraer EMB 110P1 Bandeirante (9L-LBR) auf dem Flugplatz Hastings in Freetown.
Inter Tropic Airlines verfügte über mindestens drei Maschinen:
- 2 Embraer EMB 110; die zweite Maschine (9L-LBS) steht ebenso verfallen auf dem Flugplatz Sherbro.[4]
- 1 Antonow An-24; steht (Stand 2011) in Nigeria.[5]

Neben sämtlichen anderen in Sierra Leone registrierten Fluggesellschaften stand auch Inter Tropic Airlines (S/L) Ltd. im Jahr 2006 im Anhang A einer durch die Europäische Kommission herausgegebenen Liste der Luftfahrtunternehmen, deren gesamter Betrieb in der Gemeinschaft untersagt ist.